# Air India Club
Maillots
Le Air India Football Club (en marathi : एअर इंडिया फुटबॉल क्लब, et en hindi : एयर इंडिया फुटबॉल क्लब), plus couramment abrégé en Air India, est un club indien de football fondé en 1952 et basé dans la ville de Bombay, dans l'état du Maharashtra.

## Histoire
Le club est créé en 1952 par Anand Prajapati, et est donc un des plus vieux clubs du pays encore en activité.

### Rivalité
Le Air India entretient une rivalité avec l'autre équipe de Bombay, à savoir le Mumbai Football Club. Le match entre les deux équipes est appelé le « Derby de Mumbai ».

## Bilan sportif

### Palmarès
| Compétitions nationales |
| --- |
| - I-League 2nd Division (1) : - Champion : 2001-02 et 2004-05. - MDFA Elite Division (2) : - Champion : 2016-17 et 2017-18. |

### Saisons
I-League (aucun titre)
- 1996-1997 à 1998-1999 puis 2000-2001 puis 2005-2006 à 2012-2013

## Personnalités du club

### Présidents du club
- Haroon Jamakra

### Entraîneurs du club
- T. K. Singh